# حجه لحبیب
حجه لحبیب (انگلیسی: Hadja Lahbib؛ زادهٔ ۲۱ ژوئن ۱۹۷۰) روزنامه‌نگار، گوینده اخبار، و سیاستمدار اهل بلژیک است. لحبیب وزیر خارجه بلژیک است.